# Filialkirche Andlersdorf

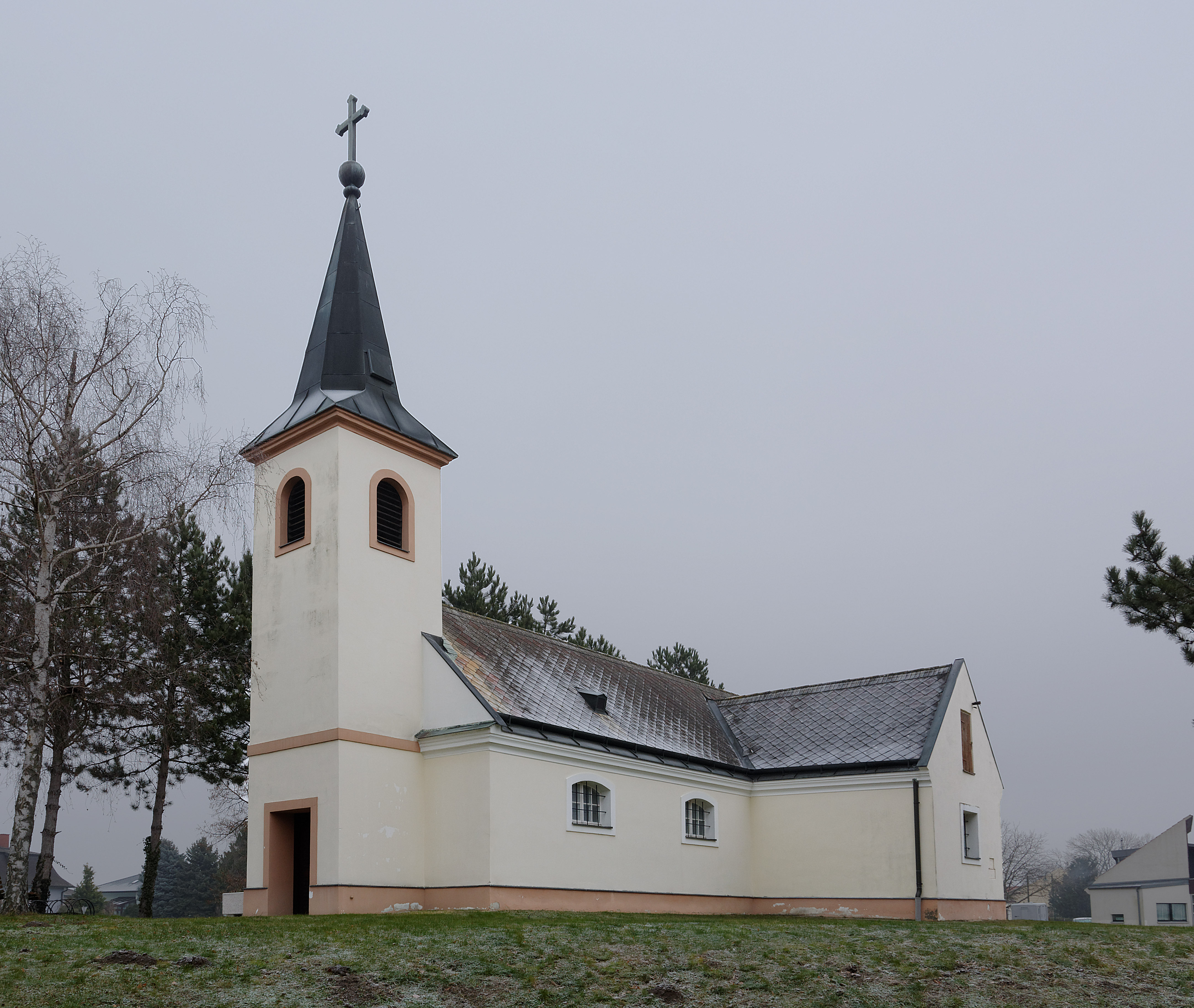
Filialkirche Mariä Geburt in Andlersdorf

Die römisch-katholische Filialkirche Andlersdorf steht im Westen des Dorfes in der Gemeinde Andlersdorf im Bezirk Gänserndorf in Niederösterreich. Die dem Patrozinium Mariä Geburt unterstellte Filialkirche gehört zum Dekanat Marchfeld im Vikariat Unter dem Manhartsberg der Erzdiözese Wien. Die Kirche steht unter Denkmalschutz (Listeneintrag).

## Beschreibung
Die kleine schlichte spätbarocke Kirche hat einen abgesetzten Chor und einen Westturm mit einem Knickhelm aus dem Ende des 18. Jahrhunderts.
Der spätbarocke Altar entstand im Ende des 18. Jahrhunderts und zeigt das Altarblatt Mariä Geburt aus dem Anfang des 19. Jahrhunderts flankiert von adorierenden Engeln. Das barocke Kruzifix ist aus dem 18. Jahrhundert.